# Emmsjé Gauti
Emmsjé Gauti, pseudonimo di Gauti Þeyr Másson (Akureyri, 17 novembre 1989), è un rapper islandese.

## Biografia
Originario di Akureyri, ha intrapreso la carriera musicale nel 2011 con la pubblicazione del suo primo album in studio Bara ég, che è risultato uno dei dischi più venduti in Islanda nel corso dell'anno con 680 copie fisiche. Sono seguiti i dischi Þeyr e Vagg & velta. Quest'ultimo, è riuscito a riscuotere un notevole successo sia dal punto di vista commerciale che dalla critica, risultando il 2º disco più venduto del 2016, dietro a A/B dei Kaleo, con 2 151 unità, e trionfando come Album rap/hip hop dell'anno all'Íslensku tónlistarverðlaunin, il principale riconoscimento musicale nazionale. Sempre nello stesso anno ha ottenuto altri quattro Íslensku tónlistarverðlaunin, tra cui uno per Musicista pop/rock dell'anno, mentre le tracce Silfurskotta e Reykjavík sono state due delle quaranta hit di maggiore successo in termini di streaming e passaggi radiofonici. Nel 2017 Sautjándi nóvember e Vagg & velta sono divenuti due degli otto dischi più venduti dell'anno con rispettivamente 1 856 e 1 441 unità, mentre l'anno successivo hanno aggiunto al loro totale altre 563 e 508 vendite.
Nel 2020 ha inciso con la partecipazione di Króli il singolo Malbik, che è divenuto il 14º brano di maggior successo dell'intero anno. Il brano è contenuto nel suo sesto album in studio Bleikt ský, pubblicato a luglio 2020, che ha esordito al 2º posto della Tónlistinn, totalizzando nel corso dell'anno 487 unità.

## Discografia

### Album in studio
- 2011 – Bara ég
- 2013 – Þeyr
- 2016 – Vagg & velta
- 2016 – Sautjándi nóvember
- 2018 – Fimm
- 2020 – Bleikt ský
- 2020 – Það eru komin Jül (con Jülevenner)
- 2021 – Mold (con Helgi Sæmundur)
- 2024 – Fullkominn dagur til að kveikja í sér
- 2025 – Stéttin

### Singoli
- 2012 – Einar (feat. Helgi Sæmundur)
- 2015 – Í kvöld (con Friðrik Dór)
- 2015 – Strákarnir
- 2015 – Ómar Ragnarsson
- 2016 – Djammæli
- 2017 – Hógvær
- 2018 – Lágmúlinn (feat. Birnir)
- 2018 – Eins og ég
- 2019 – Saman (feat. Floni)
- 2019 – Án djóks
- 2019 – Aloe vera (feat. Huginn)
- 2019 – Malbik (feat. Króli)
- 2020 – Bleikt ský
- 2020 – Vandamál (feat. Birnir)
- 2021 – Heim (con Helgi Sæmundur)
- 2022 – Hálfa milljón (con Herra Hnetusmjör)
- 2022 – Hvað er að frétta?
- 2022 – Klisja
- 2023 – Þúsund hjörtu
- 2024 – Taka mig í gegn
- 2024 – Bara ef ég væri hann (con Snorri Helgason)
- 2025 – 10 þúsund (con Króli)
- 2025 – Hendur
- 2025 – En ekki hvað? (con Daniil e Saint Pete)
- 2025 – Fokka shitti upp (con Rúnar Hroði)